# Bocca Trabaria
La Bocca Trabaria est un col de l'Apennin ombro-marchesan s'élevant à 1 048 m d'altitude.
Il sépare la province de Pérouse de la province de Pesaro et Urbino, c'est-à-dire l'Ombrie des Marches. Il est franchi par la route Strada Statale 73 bis de Bocca Trabaria, qui relie la commune de San Giustino à Borgo Pace.
Une course automobile contre la montre s'y déroulait dans les années 1970-1980, ceci avec un certain succès. Le départ se faisait individuellement à San Giustino et l'arrivée au col.
C'est le point de départ de la Grande Excursion des Apennins (Grande Escursione Appenninica).

## Montaigne et Bocca Trabaria
C'est ce col qu'a franchi Montaigne en 1581 lors de ses voyages en Italie, pour son trajet entre Urbin et Sansepolcro.

« Après disner (à Borgo Pace) nous suivismes premieremant une petite route sauvage et pierreuse, et puis vinmes à monter un haut mont de deus milles de montée, et quatre milles de pante ; le chemin escailleus et ennuïeus : mais non effroïable ny dangereus, les præcipices n’estant pas coupés si droit que la veue n’aïe ou se soutenir. Nous suivismes le Metaurus jusques à son gite, qui est en ce mont ;einsi nous avons veu sa naissance & sa fin, l’aïant veu tumber en la mer à Senogallia. À la descente de ce mont, il se presantoit à nous une très belle et grande pleine, dans laquelle court le Tibre qui n’est qu’à 8 milles ou environ de sa naissance, et d’autres monts audelà : prospet representant assés celui qui s’offre en la Limaigne d’Auvergne, à ceus qui descendent le Pui de Domme à Clermont. Sur le haut de nostre mont se finit la Jurisdiction du Duc d’Urbin, et comance cele du Duc de Florance et cele du Pape à mein gauche. Nous vinmes souper à BORGO S. SEPOLCHRO, treize milles. Petite ville en cete pleine, n’aiant nulle singularité. »

— Journal du voyage de Michel de Montaigne en Italie par la Suisse et l’Allemagne en 1580 et 1581.

## Garibaldi et Bocca Trabaria

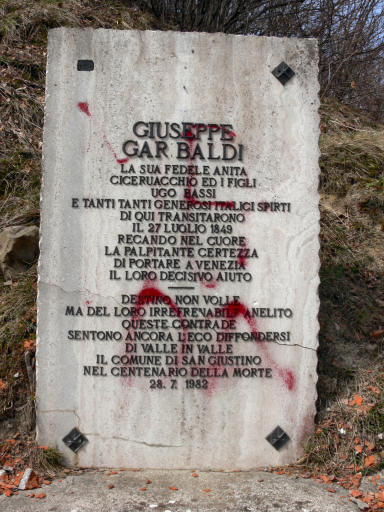
Stèle à Garibaldi à Bocca Trabaria

Garibaldi transita par ce col le 27 juillet 1849. Une stèle rappelle ce passage.
À la fin de la République Romaine, Garibaldi et sa femme Anita accompagnés par 1 500 hommes sont poursuivis par les autrichiens du feld-maréchal Constantin d'Aspre. Après un repos à Citerna, Garibaldi dont l'objectif était de se rendre à Venise passa par Bocca Trabaria.